# Шукалов, Сергей Петрович
Серге́й Петро́вич Шука́лов (1883, Ярославль — не ранее 25 апреля 1941) — советский конструктор танков.

## Биография
В 1900 году окончил Механико-техническое училище.
Работал инженером Путиловского завода, участвовал в изготовлении танков на Сормовском заводе.
В 1924 году возглавил Московское техническое танковое бюро Главного управления военной промышленности ВСНХ, которое под различными наименованиями просуществовало до 1932 года (в 1926 году бюро преобразовано в Главное конструкторское бюро Орудийно-арсенального треста — ГКБ ОАТ).
В 1925 году Техбюро ГУВП под руководством С. П. Шукалова разработало первый советский танк МС-1 (на базе опытного образца Т-16).
Во второй половине 1920-х годов Шукалов принимал участие в модернизации «76,2-мм короткой пушки образца 1913 года».
В 1928 году в ГКБ ОАТ под руководством С. П. Шукалова проектировался манёвренный танк Т-12.
Под руководством Шукалова были созданы и внедрены в производство лёгкий танк МС-1 (1927), двухбашенный лёгкий танк Т-26 (1931), средний танк Т-24 (1931), опытные танкетки Т-17 и Т-23 (1930) и бронеавтомобиль БА-27 (1929).
Арестован 20 апреля 1938 года, осуждён 25 апреля 1941 года Верховным судом Коми АССР по статье 58-10 часть 1 (шпионаж) УК РСФСР на 8 лет лишения свободы и 5 лет поражения в правах.
Заключённый «Ухтпечлага».
Точные дата и место смерти — неизвестны.